# 艾涅塔香油瓶
艾涅塔香油瓶（Aineta aryballos）是一件古希臘香油瓶（小型球形瓶罐），約製於公元前625至570年間，產自希臘南部的科林斯城。其高度與直徑均約6.35（2.50英寸），用於盛裝香水或油膏，可能為一名叫艾涅塔的高級交際花所有，瓶身把手上的繪畫或為其肖像。1865年該瓶被非法售予大英博物館，導致賣家——雅典大學教授兼藝術品商人阿塔納西奧斯·魯索普洛斯被起訴，並揭露其長期參與文物犯罪的內幕。
瓶身刻有一幅肖像，學界普遍認為是女性（極可能是銘文提及的艾涅塔），肖像下方列有九名男性姓名，通常解讀為艾涅塔的愛慕者或情人。此香油瓶可能出土自艾涅塔的墓葬。據魯索普洛斯稱，它約於1852年在科林斯被發現。1877年，希臘考古部門負責人總文物監督官帕納吉奧蒂斯·埃夫斯特拉蒂亞迪斯以違反希臘法律為由對魯索普洛斯處以罰款。2012年，雅尼斯·加拉納基斯為希臘研究中心撰文時，稱此案是「希臘文物非法交易的重要里程碑」，因它罕見地展現了國家權力成功打擊古希臘文物非法貿易的案例。

## 形制
艾涅塔香油瓶由淺黃色黏土製成，為球形瓶身搭配圓盤狀瓶頸，以把手連接。整體高度約6.35（2.50英寸），直徑相近。平底設計使其可獨立站立，瓶口直徑約8（0.31英寸），外緣口徑約4.2—4.8（1.7—1.9英寸）。把手寬3.0（1.2英寸）、高2.5（0.98英寸），底部略收窄。此瓶以陶輪分兩部分製作——球形瓶身與圓盤狀瓶頸——後續再與把手接合。
雅典藝術商人兼雅典大學教授阿塔納西奧斯·魯索普洛斯於1862年首次學術發表此瓶，描述其「雖略粗糙，但經細心清理」。他最初稱其形似木梨，後改述「如蘋果大小」。
香油瓶為小型球形瓶罐，通常用於儲存香水或油膏。魯索普洛斯推測此瓶可能是情人們贈予高級高級交際花（hetaira）艾涅塔的禮物，或作為隨葬品埋於其墓中。支持墓葬假說的證據包括瓶身保存極佳，且無使用後刻銘（如阿提卡陶器常見的讚美銘文），顯示可能未曾使用。馬蒂亞斯·施泰因哈特與埃克哈特·維爾鮑爾於2000年指出，學界普遍認同此瓶為某種禮物；魯道夫·瓦赫特爾2001年亦贊同魯索普洛斯的「愛情贈禮」說法。

## 紋飾與年代
瓶身與瓶口飾有玫瑰花飾。魯索普洛斯認為瓶口紋飾（以開口為中心的花卉圖案）是瓶身最精美處，寫道「此處展現純粹希臘品味」，並對比瓶身紋飾「驟然踏入陌生的亞洲領域：華美……卻奇異而充滿異國情調」。
此瓶製於希臘南部的科林斯城。根據紋飾，魯索普洛斯最初斷代為第30屆奧林匹亞周期（公元前660–656年），若此成立則艾涅塔香油瓶將是已知最古老的科林斯銘文陶器，屬中原始科林斯二期。後世學者對此年代存疑：漢弗萊·佩恩1931年研究科林斯陶器時，依銘文字形推斷約公元前625年，此說獲莉蓮·漢密爾頓·傑弗裡1961年支持。1979年弗里茨·洛貝爾指佩恩斷代過早，將此瓶歸入早期科林斯時期（公元前620/615–595/590年），並指出銘文字形（如字母iota的蛇形筆畫）具公元前6世紀特徵。達雷爾·A·阿米克斯1988年認為更可能屬中科林斯時期（公元前595/590–570年），瓦赫特爾亦持此見。

### 銘文

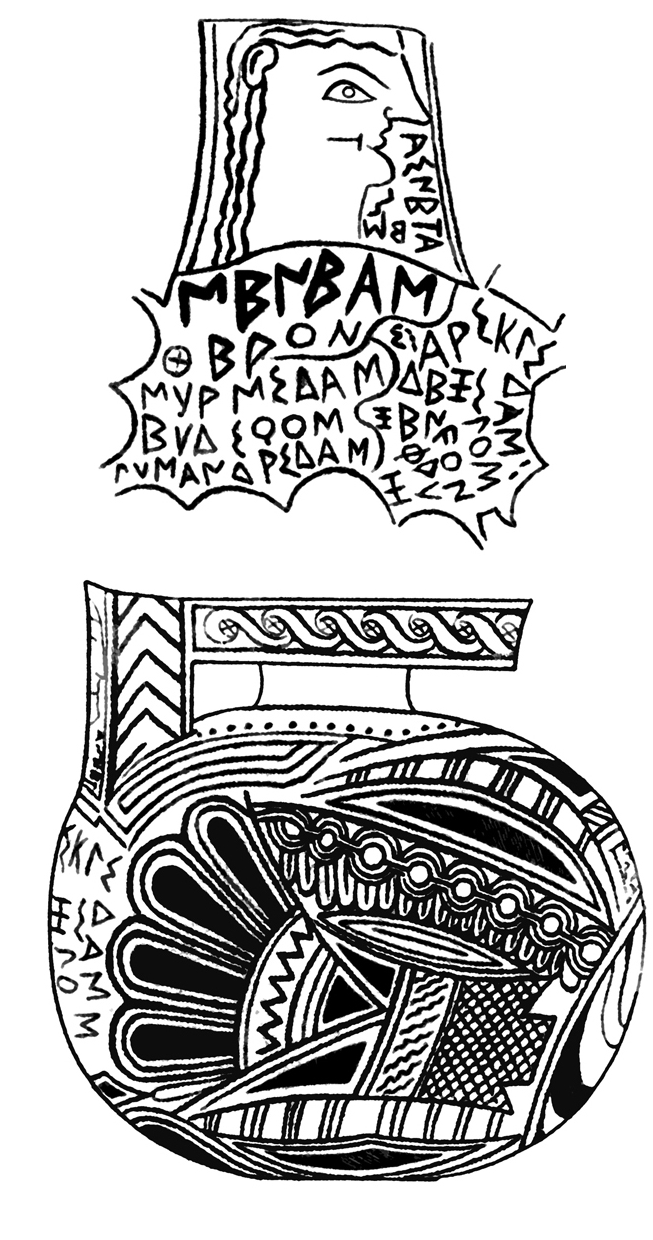
香油瓶線描圖，展示紋飾與銘文

把手處刻有女性頭像，下方瓶身列有九名男性姓名，以三道橫線分隔。類似女性肖像常見於同期科林斯陶器。所有姓名與肖像均為製瓶時刻製，使用科林斯字母。
肖像嘴部向下延伸銘文Aineta emi：emi意為「我是」，Aineta為人名，意為「著名者」或「受讚美者」。學界普遍認為是女性名，可能屬於hetaira，因這類交際花常取自述性「會說話的名字」。學者對Aineta屬主格或屬格有爭議：若為主格，銘文意為「我是艾涅塔」；若為屬格，則為「我屬於艾涅塔」。瓦赫特與瑪格麗塔·瓜爾杜奇支持主格說，指出文字從肖像嘴部向下延伸，似代表肖像「發言」。此為希臘陶器中已知最早的「發言銘文」，公元前6世紀後漸趨常見。
1976年，卡洛·加拉沃蒂主張肖像為男性頭像，名為艾涅塔斯（男性舞者），其他姓名為其舞團成員（包括樂師梅內阿斯）。此說多遭否定。佩恩早前以「艾涅塔斯」一名未見於其他希臘文獻為由駁斥此說。 Aineta或為化名或虛構hetaira之名，但瓦赫特認為真實可能性更高。姓名Meneas（或Menneas）列於首位且字體略大粗體，似具特殊地位。
魯索普洛斯將女性面孔解讀為女神阿芙蘿黛蒂像。後世多數學者認為更可能是艾涅塔肖像。卡特琳娜·沃利奧蒂與瑪麗亞·帕帕約安努將此肖像與上層女性成年禮相關圖像聯繫。瑪喬麗·米爾恩1942年指出，多名男性姓名顯示艾涅塔的愛慕者間存在「合作精神」，並對比一件刻有三名女性姓名（疑為hetairai）的。瓦赫特認為此瓶銘文為研究科林斯時期人名學與譜系學的重要證據。

## 發現
此瓶首見於魯索普洛斯1862年發表於羅馬德國考古研究所期刊的文章。據其記載，此瓶約1852年發現於科林斯，數年後「歸其所有」。
魯索普洛斯長期參與未經官方許可的文物非法交易。1870年代初，他曾向牛津教授喬治·羅爾斯頓誇耀能調動「全雅典的掘墓人在阿提卡各地搜尋古墓」。儘管其行徑尚未引起官方注意，尼科斯·帕帕扎爾卡達斯指魯索普洛斯「深度參與非法出土文物的可疑交易」。當時主要文物法為1834年5月22日5月10日［儒略曆{{{3}}}］頒布的《考古法》，加拉納基斯形容該法「解釋寬鬆，執行更寬鬆」。依1834年法律，私人發掘者（常稱「盜墓者」）須經總文物監督官批准，但若發掘位於私有土地且獲地主同意，監督官必須授權。此外，此類發掘出土文物歸國家與發掘者共有，由地主與發掘者分配。只要物主獲三名專家組成的國家委員會判定文物對希臘博物館「無用」，即可自由出口。

## 售予大英博物館

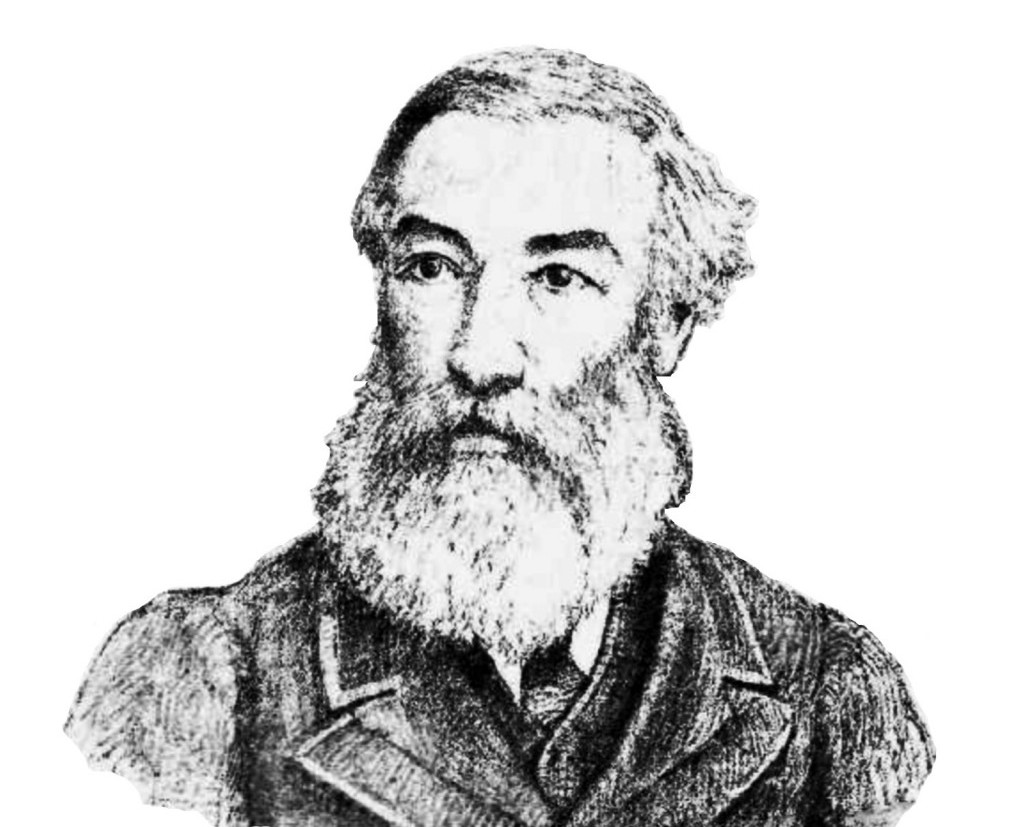
查爾斯·梅林，代表大英博物館向魯索普洛斯購入香油瓶

1865年，希臘考古部門負責人總文物監督官帕納吉奧蒂斯·埃夫斯特拉蒂亞迪斯在日記中記載魯索普洛斯收藏的龐大與精美，首度引起官方關注。 魯索普洛斯於1865年以1,000德拉克馬將香油瓶售予大英博物館，經由常駐雅典的英國銀行家兼外交官查爾斯·梅林中介完成交易。時任博物館希臘羅馬文物館長查爾斯·牛頓先前已選定此物，後由梅林交付。魯索普洛斯未獲國家委員會許可即出售，但他在1867年的Elpis報上辯稱此瓶「無藝術價值，僅如蘋果大小，估值25德拉克馬」。埃夫斯特拉蒂亞迪斯則譴責魯索普洛斯是「大學教授；文物掠奪者」。
埃夫斯特拉蒂亞迪斯執法能力受限：國家缺乏打擊文物非法發掘與交易的人力財力與法律資源，政府高層亦無政治意願。他尚需維持與雅典藝術商人的關係——該時期私人發掘量超過希臘考古部門及密切合作的雅典考古學會，且發掘者通常願將文物售予國家。此外，魯索普洛斯時任國家鑑定委員會成員並常任顧問，進一步限制埃夫斯特拉蒂亞迪斯動用考古體系追究其責。
1867年，魯索普洛斯因未獲出口許可被罰款1,000德拉克馬（等同售價）。其行為遭主管考古部門的教育與宗教事務部長譴責，並於1870年代遭雅典考古學會除名。此後魯索普洛斯轉向更隱蔽的文物交易。2012年加拉納基斯為希臘研究中心撰文時，稱此香油瓶案是「希臘文物非法交易的重要里程碑」，因它罕見地實現了依1834年法律對古物非法出口的成功追訴。

### 內容註釋
1. ↑  魯索普洛斯將後一觀點歸功於德國考古學家奧托·雅恩。[8]
2. ↑  弗里茨·洛貝爾1979年形容此瓶整體「品質不算上乘」。[12]
3. ↑  姓名分別為：梅內阿斯（或門內阿斯）、塞隆、米爾米達斯、尤迪科斯、呂桑德里達斯、卡里克利達斯、德克西洛斯、克森翁與弗呂克斯。[20]
4. ↑  阿提卡希臘語寫作（eimi）； ἐμί 拼寫見於其他科林斯陶器。[10]
5. ↑  馬蒂亞斯·施泰因哈特與埃克哈特·維爾鮑爾認為可為男女名，但若屬主格形式則更可能為肖像女性之名。[25]關於性別，另見Guarducci 1978，第400頁，其根據銘文背景與類似文本推測應為女性名。
6. ↑  希臘語tymborychoi。雅尼斯·加拉納基斯與斯特拉·斯卡爾察指出該詞字面意為「掘墓人」，但自古帶盜墓貶義，至1870年代「明確指為掠奪而盜掘墓葬者」。[36]不過加拉納基斯與諾瓦克-肯普另註明，此詞亦可中性使用，因tymborychoi常獲總文物監督官批准參與合法發掘。[37]
7. ↑  希臘1923年改用格里曆；2月28日 [儒略曆 2月15日]後直接為3月1日。[39]
8. ↑  埃夫斯特拉蒂亞迪斯於1864年基里亞科斯·皮塔基斯去世後接任。[46]
9. 1 2  對比魯索普洛斯1859年任雅典大學教授時月薪350德拉克馬。[47]